# 莫莉·基林贝克
莫莉·基林贝克（英語：Molly Killingbeck，1959年3月2日—），加拿大女子田径运动员。她曾代表加拿大参加1984年和1988年夏季奥林匹克运动会田径比赛，其中1984年奥运会获得一枚银牌。